# Merzhausen
Merzhausen è un comune tedesco di 4 688 abitanti, situato nel land del Baden-Württemberg.